# Colin Egglesfield
Colin Egglesfield (ur. 9 lutego 1973 w Farmington Hills) – amerykański aktor telewizyjny i model.

## Życiorys
Urodził się w Farmington Hills, w stanie Michigan jako drugie dziecko Kathleen (z domu Dineen) i Williama Egglesfielda, lekarza. Jego matka ma pochodzenie irlandzkie, a ojciec ma korzenie angielskie, północnoirlandzkie, niemieckie i polskie. Wychował się w wierze katolickiej wraz z dwójką rodzeństwa: starszą siostrą Kerry i młodszym bratem Seanem. Wczesne dzieciństwo spędził w okolicy Metro Detroit w Michigan. Kiedy miał dziesięć lat wraz z rodziną przeprowadził się do Crete, w stanie Illinois, małej wspólnocie południowego Chicago. Dorastał potem w Nowym Jorku. Zdobywał pozytywne wyniki podczas treningów i gry w piłkę nożną. Trenował też sztuki walki. W 1991 ukończył szkołę średnią Marian Catholic High School w Chicago Heights, w stanie Illinois. Następnie kontynuował naukę na Uniwersytecie Stanu Iowa, jednak po pierwszym roku studiów wyjechał do Europy.
Dorabiał jako model reklamujący wyroby Versace, Calvina Kleina i Armaniego. Pod koniec lat 90. pojawił się na okładkach włoskiej edycji magazynu „Vogue” (sfotografowany przez Stevena Meisela) i „L’Uomo Vogue” (dwukrotnie, sfotografowany odpowiednio przez Bruce’a Webera i Ellen Von Unwerth). Z wybiegu trafił na mały ekran w serialu Ulica Ka$a (The $treet, 2000) z udziałem Jennifer Connelly. Niebawem zadebiutował na kinowym ekranie w kryminalnym filmie sensacyjnym S.W.A.T. Jednostka Specjalna (S.W.A.T., 2003) u boku Samuela L. Jacksona i Colina Farrella. 
W listopadzie 2005 znalazł się na liście seksownych żyjących ludzi magazynu „People”. 
Zagrał Josha Maddena w operze mydlanej ABC Wszystkie moje dzieci (All My Children, 2005–2007), którą wcześniej odtwarzał Scott Kinworthy.

## Filmografia

### Filmy
- 2002: Zagubiony w Oz (Lost in Oz, TV) jako Caleb Jansen
- 2003: S.W.A.T. Jednostka Specjalna (S.W.A.T.) jako oficer LAPD
- 2004: 12 dni grozy (12 Days of Terror, TV) jako Alex
- 2005: Facet z ogłoszenia (Must Love Dogs) jako David
- 2005: Wampiry: Przemiana (Vampires: The Turning) jako Connor
- 2006: Zapomniany lot (Beautiful Dreamer) jako Joe
- 2011: Nie ma lekko (L!fe Happens) jako Iwan nr 1
- 2011: Pożyczony narzeczony (Something Borrowed) jako Dex Thaler

### Seriale TV
- 2000: Ulica Ka$a (The $treet) jako artysta
- 2001: Prawo i bezprawie (Law & Order: Special Victims Unit) jako Steven
- 2004: Kochane kłopoty (Gilmore Girls) jako Sean
- 2004: Bez skazy (Nip/Tuck) jako Carver Victim
- 2005: Czarodziejki (Charmed) jako Tim Cross
- 2005–2007: Wszystkie moje dzieci (All My Children) jako Joshua Madden
- 2010−2016: Partnerki (Rizzoli & Isles) jako Thomas Rizzoli, brat Jane
- 2012−2013: Lista klientów (The Client List) jako Evan Parkes
- 2014: Unforgettable: Zapisane w pamięci jako agent Charles Sewell
- 2014: Jej Szerokość Afrodyta jako Charlie French
- 2015: Pojedynek na życie jako dr Barratt
- 2016−2018: Lucyfer jako Bradley Wheeler
- 2018: Chicago Fire jako Gordon Mayfield